# Axel Rivas
Axel Rivas (24 de noviembre de 1974) es un investigador, docente y escritor argentino, reconocido por su labor investigativa en temas de educación pública y vinculado profesionalmente con la Universidad de Buenos Aires y la Universidad de San Andrés. En 2016 obtuvo el Premio Konex de Educación.

## Biografía
Rivas realizó estudios doctorales en Ciencias Sociales en la Universidad de Buenos Aires y en el Instituto de Educación de la Universidad de Londres. Más tarde se vinculó con la primera institución como docente de sociología, cargo que ocupó durante doce años. Ha trabajado como profesor de áreas relacionadas con la educación en otras instituciones como la Universidad Torcuato Di Tella y la Universidad de San Andrés, y se desempeñó como director del Programa de Educación del Centro de Implementación de Políticas Públicas para la Equidad y el Crecimiento CIPPEC. En 2020 fue nombrado presidente del Consejo Nacional de Calidad de la Educación, una iniciativa emprendida por el Ministerio de Educación de Argentina.
Durante su carrera ha publicado varios libros y artículos, entre los que destacan ¿Quién controla el futuro de la educación?, Educar hoy en el Conurbano bonaerense, Revivir las aulas y América Latina después del PISA. En 2016 recibió el Premio Konex en Educación junto con otros investigadores y docentes como Marta Souto, Graciela Clotilde Riquelme, Jason Beech y Juan Carlos Tedesco, por su labor educativa entre los años 2006 y 2016.